# 孫天勤
孫天勤（1937年9月—2017年9月30日），陝西省凤翔县人，前中華民國空軍上校，原為中国人民解放军空军試飛團第二大隊副大隊長，后投誠至台灣，是台灣海峽兩岸对峙时期於原解放軍职务最高、驾驶的战机最先进、带走的机密最多、所获奖励最多的「反共義士」。

## 生平
1956年畢業於陝西省西安師範學院；同年8月加入解放軍，並作為空軍第一批从地方学校选拔的飞行学员入伍。经过第2航空预备学校、第6航空学校、高级航校（11航校）学习，先后在航空兵第6师、航空兵第46师服役。
1970年其父親孫培榮因出身在文革中遭迫害致死，孫天勤也受牽連而停飛至1976年7月，雖然後來平反，但仍留下「不宜結論」的官方指控，且當年迫害其父之人未受懲處反被重用，孫因此产生前往台湾的想法。於1983年时，孫天勤家中尚有母亲刘氏、妻子、18岁的儿子和13岁的女儿。
1983年5月初，當時46歲的他借調到中國人民解放軍海軍，擔任試飛研究中心試飛團第二大隊副大隊長，做為試飛員進行新型空對空飛彈試驗。同年8月7日下午13点50分，孫天勤駕駛當時解放軍最新、衍生自米格21的殲-7ⅡA戰鬥機，於遼寧省大連市起飛，途中在韓國仁川外海投下副油箱以減輕重量，在當時被韓國誤以為遭投擲炸彈攻擊，迫使韓國空防當局緊急發布空襲警報，在漢城（今首爾）、京畿首都圈一帶形成大驚慌事故，有數十名民眾為緊急避難而遭到踩傷意外。其後，孫天勤平安降落於漢城，韓國政府以「人機分離」的處理方式，將飛機保留至國內，而孫天勤則依其個人意願交給中華民國政府，他於同年8月24日順利抵達臺灣。
抵達臺灣後，時任中華民國參謀總長郝柏村親自到台中清泉崗基地迎接，隨後搭車到台北，並由時任行政院新聞局局長宋楚瑜親自主持記者會。9月1日，郝柏村親自主持“反共義士孫天勤宣布脫離中國共產黨及頒授上校官階、獎章及獎金典禮”，頒授上校軍銜及7,000兩黃金獎勵。1984年8月21日，他與同為大陸投奔臺灣的音樂家李天慧結婚。在空軍總司令部情報署任職到副組長退伍，之後曾移民加拿大溫哥華，2008年返臺定居。2017年9月30日因肺炎併發敗血病，病逝于台北市三軍總醫院。